# 짓푸베쓰역
짓푸베쓰역(일본어: 秩父別駅)은 일본 홋카이도 우류 군 짓푸베쓰정에 위치한 홋카이도 여객철도 루모이 본선의 철도역이다. 단선 승강장 1면 1선의 구조를 갖춘 지상역이다.

## 이용 현황
- 1981년도 : 151명.
- 1992년도 : 196명.

## 역 주변
- 국도 제233호선
- 짓푸베쓰 정청
- 훼미리 스포츠 공원

## 역사
- 1910년 11월 23일 : 일본국유철도 루모이 선 후카가와 역 - 루모이 역 간 개통에 수반해 지쿠시역으로서 개업. 일반역.
- 1931년 10월 10일 : 선로 명을 루모이 본선으로 개칭. 그것에 수반해 이 선의 역이 된다.
- 1954년 11월 10일 : 짓푸베쓰역으로 개칭.
- 1971년 : 역사 개축.
- 1982년 11월 15일 : 화물 취급 폐지.
- 1984년 2월 1일 : 소화물 취급 폐지. 동시에 출납 · 개납 업무를 정지해 여객 업무에 대해서 무인화. 단, 조사 폐색 취급의 운전 요원은 계속 배치.
- 1986년 11월 1일 : 폐색 합리화에 수반해 교환 설비 폐지. 조사 폐색 운전 요원을 무인화.
- 1987년 4월 1일 : 일본 국유철도 분할 민영화에 의해, 홋카이도 여객철도가 승계.
- 시기 불명 : 간이 위탁 폐지, 완전 무인화.
- 1997년 4월 1일 : 선로 명을 루모이 본선으로 개칭. 그것에 수반해 이 선의 역이 된다.
- 2007년 5월 10일 : 승객 정원을 넘어서다.

## 인접 역
| 홋카이도 여객철도 루모이 본선 | 홋카이도 여객철도 루모이 본선 | 홋카이도 여객철도 루모이 본선 |
| ----------------------------- | ----------------------------- | ----------------------------- |
| 기타이치얀 후카가와 방면      | 루모이 본선                   | 기타칫푸베쓰 마시케 방면      |